# Voronivți, Hmilnîk
Voronivți (în ucraineană Воронівці) este un sat în comuna Ulaniv din raionul Hmilnîk, regiunea Vinnița, Ucraina.

## Demografie
Componența lingvistică a localității Voronivți
     Ucraineană (98,27%)
     Rusă (1,3%)
     Alte limbi (0,14%)
Conform recensământului din 2001, majoritatea populației localității Voronivți era vorbitoare de ucraineană (98,27%), existând în minoritate și vorbitori de rusă (1,3%).